# Rzymiany
Rzymiany (deutsch Reimen) ist eine Ortschaft der Landgemeinde Pakosławice in Polen. Sie liegt im Powiat Nyski (Kreis Neisse) in der Woiwodschaft Oppeln.

## Geographie

### Geographische Lage
Das Straßendorf Rzymiany liegt im Südwesten der historischen Region Oberschlesien. Der Ort liegt etwa sechs Kilometer nordwestlich des Gemeindesitzes Pakosławice, etwa 15 Kilometer nordwestlich der Kreisstadt Nysa und etwa 53 Kilometer südwestlich der Woiwodschaftshauptstadt Opole.
Rzymiany liegt in der Nizina Śląska (Schlesische Tiefebene) innerhalb der Równina Grodkowska (Grottkauer Ebene). Der Ort liegt am Rande des Biechowski Las (Bechauer Wald).

### Nachbarorte
Nachbarorte von Rzymiany sind im Westen Strobice (Struwitz) und der Gemeindesitz Pakosławice (Bösdorf) sowie im Südwesten Złotogłowice (Groß Neundorf).

## Geschichte
Das Dorf wurde erstmals 1237 als Rimane erwähnt. In dem Werk Liber fundationis episcopatus Vratislaviensis aus den Jahren 1295–1305 wird der Ort als Rymana erwähnt. 1411 erfolgte eine Erwähnung als Reyman. Der Ortsname leitet sich vom Gründer des Dorfes ab, das Dorf des Reinhards.
Nach dem Ersten Schlesischen Krieg 1742 fiel Reimen mit dem größten Teil Schlesiens an Preußen.
Nach der Neuorganisation der Provinz Schlesien gehörte die Landgemeinde Reimen ab 1816 zum Landkreis Neisse im Regierungsbezirk Oppeln. 1845 bestanden im Dorf eine Scholtisei, eine Kapelle sowie 52 weitere Häuser. Im gleichen Jahr lebten in Reimen 299 Menschen, allesamt katholisch. 1855 lebten 326 Menschen im Ort. 1865 bestanden im Ort eine Scholtisei, 17 Bauer-, 18 Gärtner- und acht Häuslerstellen sowie eine Brennerei und eine Schankwirtschaft. 1874 wurde der Amtsbezirk Reinschdorf gegründet, welcher aus den Landgemeinden Franzdorf, Korkwitz, Kuschdorf, Natschkau, Reimen, Reinschdorf, Schmelzdorf und Schmolitz und den Gutsbezirken Franzdorf, Korkwitz, Kuschdorf, Natschkau, Reimen, Reinschdorf und Schmelzdorf bestand. 1885 zählte Reimen 325 Einwohner.
1908 wurde die Rosenkranzkirche im Ort erbaut. 1933 lebten in Reimen 351 sowie 1939 329 Menschen. Bis 1945 befand sich der Ort im Landkreis Neisse.
1945 kam Reimen unter polnische Verwaltung und wurde in Rzymiany umbenannt, die Bevölkerung wurde vertrieben. 1950 kam Rzymiany zur Woiwodschaft Oppeln. 1999 kam der Ort zum wiedergegründeten Powiat Nyski.

## Sehenswürdigkeiten
- Die römisch-katholische Rosenkranzkirche (poln. Kościół Matki Bożej Różańcowej) wurde 1908 erbaut. 1945 wurde die Kirche im Krieg teilweise zerstört und bis 1955 vereinfacht ohne Turmhelm wiederaufgebaut.[8]
- Denkmal für die Gefallenen des Ersten Weltkriegs

## Vereine
- Freiwillige Feuerwehr OPS Rzymiany
- Fußballverein LZS Rzymiany